# Гомеш, Антониета Роза
Антоньета Роза Гомеш (порт. Antonieta Rosa Gomes; род. 4 мая 1959, Бисау, колонии Португалии) — юрист, дипломат, политический и государственный деятель Гвинеи-Бисау. Министр иностранных дел Гвинеи-Бисау (2001), министр юстиции Гвинеи-Бисау (2000—2001).

## Биография
Родилась 4 мая 1959 года в Бисау в колонии Португальская Гвинея.
Училась на юридическом факультете Университета Сан-Паулу в Бразилии. В 1987 году получила степень лиценциата, в ноябре 1994 года там же — степень магистра. В 2016 году получила докторскую степень по африканистике в Лиссабонском университетском институте (ISCTE).
В 1995—1997 годах профессор в Юридическом факультете Бисау — единственном в Гвинеи-Бисау юридическом вузе.
В 1997—2000 годах — юрист Высшего судебного совета Министерства юстиции.
Активно занималась политикой. В 1991 году, ещё находясь в Бразилии, основала партию «Гвинейский гражданский форум — Социал-демократия» (Fórum Cívico Guineense-Social Democracia, FCG-SD).
Участвовала как кандидат в президентских выборах 1994, 1999 и 2005 годов. Была первой и единственной женщиной-кандидатом в президенты страны.
При президенте Кумбе Яла в феврале 2000 года назначена министром юстиции Гвинеи-Бисау. Стала первой женщиной на этом посту. В январе 2001 года назначена министром иностранных дел и международного сотрудничества Гвинеи-Бисау, сменила Фауштину Имбали, назначенного премьер-министром. В конце ноября того же года президент Кумба Яла уволил её после импровизированного визита в Министерство иностранных дел. Отстранение от должности министра иностранных дел стало одной из причин, приведших к государственному перевороту 2003 года в Гвинее-Бисау, в результате которого Кумба Яла был отстранён от власти.
В 2003—2011 годах президент Ассамблеи Федерации женщин-юристов Гвинеи-Бисау.
В 2004 году занимала пост председателя комиссии Верховного суда.
С 2012 года возглавляет панафриканскую феминистскую организацию Association of African Women for Research and Development (AAWORD/AFARD), занимающуюся расширением прав и возможностей африканских женщин в области исследований.
Переехала в Португалию.
В 2012—2017 годах — научный сотрудник Centro de Investigação em Ciência Política, Relações Internacionais e Segurança (CICPRIS) в Лиссабоне.
Младший научный сотрудник Центра международных исследований (CEI-IUL) при ISCTE в Лиссабоне.
Является сотрудником агентства недвижимости CENTURY 21 Lux II в Агуалва-Касен.
Автор нескольких академических книг. Среди них «Ключ к лузофонии» (A chave da lusofonia, Chiado Books, 2020), Retratos de Mulher (2013), «Об изменчивости административных договоров» (Da Mutabilidade dos Contratos Administrativos, 2013). Также опубликовала несколько поэтических сборников.